# Bertil Groth
Bertil Sixten Groth, född 27 maj 1893 i Lyrestads församling, Skaraborgs län, död 22 juni 1975, var en svensk kemiingenjör. 
Bertil Groth var son till disponent Sixten Groth och Maria Ahlén. Han avlade ingenjörsexamen 1918 vid KTH och disputerade 1926 vid Uppsala universitet. Han var 1945–1959 professor i teknisk organisk kemi vid KTH. Han invaldes 1946 i Ingenjörsvetenskapsakademien.